# 3379 Oishi
3379 Oishi este un asteroid din centura principală, descoperit pe 6 octombrie 1931, de Karl Reinmuth.